# Infrarouge
Pour les articles homonymes, voir Infrarouge (homonymie).

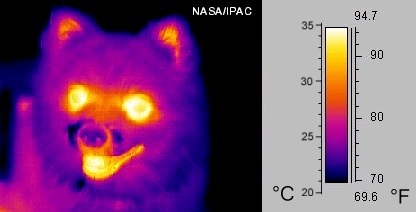
Image infrarouge moyen d'un petit chien en fausse couleur obtenue en utilisant une caméra thermique.

Le rayonnement infrarouge (IR) est un rayonnement électromagnétique de longueur d'onde supérieure à celle du spectre visible mais plus courte que celle des micro-ondes ou du domaine térahertz.
Cette gamme de longueurs d'onde dans le vide de 700 nm à 0,1 ou 1 mm se divise en infrarouge proche, au sens de proche du spectre visible, de 700 à 2 000 nm environ, infrarouge moyen, qui s'étend jusqu'à 20 µm, et infrarouge lointain. Les limites de ces domaines peuvent varier quelque peu d'un auteur à l'autre.
De nombreuses applications en rapport avec la chaleur et avec l'analyse spectrographique des matériaux utilisent ou mesurent les rayonnements infrarouges.

## Généralités
L'infrarouge est une onde électromagnétique, dont le nom signifie « en dessous du rouge » (du latin infra : « plus bas »), car ce domaine prolonge le spectre visible du côté du rayonnement de fréquence la plus basse, qui apparaît de couleur rouge. La longueur d'onde dans le vide des infrarouges est comprise entre le domaine visible (≈ 0,7 μm) et le domaine des micro-ondes (0,1 mm). La Commission électrotechnique internationale estime que l'infrarouge s'étend de 780 nm à 1 mm.
L'infrarouge est associé à la chaleur car, à température ambiante ordinaire, les objets émettent spontanément un rayonnement thermique dans le domaine infrarouge. La loi de Planck fournit un modèle de ce rayonnement pour le corps noir. La loi du déplacement de Wien donne la longueur d'onde du maximum d'émission du corps noir à la température absolue T (en kelvin) : 0,002898/T. À une température ambiante ordinaire (T aux environs de 300 K), le maximum d'émission se situe aux alentours de 10 μm. Les transferts thermiques se font aussi par conduction dans les solides et par convection dans les fluides.
Le spectre d'un rayonnement infrarouge n'est pas nécessairement celui du corps noir ; c'est le cas, par exemple, de celui des diodes électroluminescentes utilisées dans les télécommandes.
L'analyse scientifique et technique de ces rayonnements est dénommée spectroscopie infrarouge.

## Histoire
Le rayonnement infrarouge est perceptible par l'exposition de la peau à la chaleur émise par une source chaude dans le noir, mais le rapport avec le spectre visible n'est pas évident. William Herschel, un astronome anglais d'origine allemande, le montra en 1800 au moyen d'une expérience très simple : il plaça un thermomètre à mercure dans les rayons lumineux colorés issus d'un prisme de verre afin de mesurer la chaleur propre à chaque couleur. Le thermomètre indique que la chaleur reçue est la plus forte du côté rouge du spectre, y compris au-delà de la zone de lumière visible, là où il n'y a plus de lumière. Cette expérience montrait pour la première fois que la chaleur pouvait se transmettre par un rayonnement de même nature que la lumière visible. L'écossais John Leslie  proposa le cube de Leslie, un dispositif destiné à calculer la valeur d'émissivité thermique de chaque matériau selon sa nature et sa géométrie.
Le terme infra-rouge ou infrarouge est attesté en 1867 ; il vient d'abord souvent en qualificatif de rayonnement obscur ou de spectre lumineux.
En 1877 William de Wiveleslie Abney parvint à sensibiliser une émulsion photographique aux infrarouges et à photographier le spectre infrarouge du soleil, ce qui lui permet d'étudier le spectre solaire et ses raies hors du domaine visible.

## Bandes spectrales des radiations infrarouges
L'infrarouge est subdivisé en IR proche (PIR ou IR-A ou NIR pour Near-IR en anglais), IR moyen (MIR ou IR-B ou MIR pour Mid-IR en anglais) et IR lointain (LIR ou IR-C ou FIR pour Far-IR en anglais). Les limites varient d'un domaine d'étude à l'autre. Le découpage peut être lié à la longueur d'onde (ou à la fréquence) des émetteurs, des récepteurs (détecteurs), ou encore aux bandes de transmission atmosphérique, de 3 à 5 µm et de 8 à 13 µm (Dic.Phys.). 

### Découpage ISO 20473
L'ISO 20473 spécifie la division du rayonnement optique en bandes spectrales pour l'optique et la photonique, sauf pour les applications d'éclairage ou de télécommunication ou à la protection contre les risques de rayonnement optique dans les zones de travail,.
| Désignation         | Abréviation | Abréviation en anglais | Longueur d'onde | Fréquence     |
| ------------------- | ----------- | ---------------------- | --------------- | ------------- |
| Infrarouge proche   | PIR         | NIR                    | 0,78 – 3 µm     | 385 à 100 THz |
| Infrarouge moyen    | MIR         | MIR                    | 3 – 50 µm       | 100 à 6 THz   |
| Infrarouge lointain | LIR         | FIR                    | 50 µm – 1 mm    | 6 à 0,3 THz   |

### Découpage CIE
La Commission internationale de l'éclairage (CIE) recommande dans le domaine de la photobiologie et de la photochimie le découpage du domaine infra-rouge en trois domaines.
| Abréviation | Longueur d'onde | Fréquence     |
| ----------- | --------------- | ------------- |
| IR-A        | 0,7 à 1,4 µm    | 430 à 215 THz |
| IR-B        | 1,4 à 3 µm      | 215 à 100 THz |
| IR-C        | 3 à 1 000 µm    | 100 à 0,3 THz |

### Découpage utilisé en astronomie
Les astronomes divisent habituellement le spectre infrarouge de la façon suivante :
| Désignation         | Abréviation (en anglais) | Longueur d'onde        |
| ------------------- | ------------------------ | ---------------------- |
| Infrarouge proche   | NIR                      | (0,7–1) à 2,5 µm       |
| Infrarouge moyen    | MIR                      | 2,5 à (25–40) µm       |
| Infrarouge lointain | FIR                      | (25–40) à (200–350) µm |

Ces découpages ne sont pas précis et varient selon les publications. Les trois régions sont utilisées pour l'observation dans des domaines de température différents, et donc des environnements différents dans l'espace.
Le système photométrique le plus utilisé en astronomie attribue des lettres capitales aux différentes bandes spectrales en fonction du filtre utilisé : I, J, H et K couvrent les longueurs d'onde du proche infrarouge ; L, M, N et Q celles de l'infrarouge moyen. Ces lettres font référence aux fenêtres atmosphériques et apparaissent, par exemple, dans les titres de nombreux articles.

## Exploitation de l'infrarouge

### Spectroscopie
La spectroscopie infrarouge est une des méthodes utilisées pour l'identification des molécules organiques et inorganiques à partir de leurs propriétés vibrationnelles (en complément d'autres méthodes, la RMN et la spectrométrie de masse). En effet, le rayonnement infrarouge excite des modes de vibration (déformation, élongation) spécifiques de liaisons chimiques. La comparaison entre rayonnement incident et transmis à travers l'échantillon suffit par conséquent à déterminer les principales fonctions chimiques présentes dans l'échantillon.
Le proche infrarouge peut être utilisé pour déterminer la teneur en lipides d'aliments ou d'animaux vivants (ex. : saumon atlantique d'élevage vivant) par une technique non destructive.
L'infrarouge moyen contient des transitions entre les états de vibration de nombreuses molécules (Dic.Phys).

### Thermographie
La thermographie infrarouge permet de mesurer sans contact, parfois à distance, la température d'objets cibles. On suppose que leur rayonnement est celui du corps noir, dont la répartition spectrale dépend de la température. La mesure sur deux plages d'infrarouges permet d'inférer celle de l'objet.

### Astronomie

Rendu en fausse couleur de la nébuleuse d'Orion par le téléscope infrarouge VISTA.

L'astronomie infrarouge est difficile depuis la surface de la Terre car la vapeur d'eau que contient l'atmosphère terrestre absorbe et diffuse les émissions lumineuses sauf dans la fenêtre atmosphérique, dans l'infrarouge entre 3 et 5 µm et entre 8 et 14 µm environ. Aussi les principaux observatoires infrarouge sont des télescopes spatiaux :    
- IRAS (1983, NASA, Royaume-Uni, Pays-Bas) ;
- ISO (1995 ; ESA) ;
- Wire (1999 ; États-Unis, échec au lancement) ;
- Spitzer (2003 ; ex-SIRTF, États-Unis) ;
- Akari/ASTRO-F (2006)  ; Japon ;
- Herschel (2009 ; ESA) ;
- JWST (2021).

### Photographie infrarouge
Des photographies argentiques et numériques, en couleur ou en noir et blanc, peuvent être faites sur les longueurs d'onde correspondant à l'infrarouge proche (de 780 nm à 900 nm). Ces photographies ont un intérêt artistique car elles montrent des scènes à l'ambiance étrange, et un intérêt biologique car elles permettent entre autres de repérer l'activité chlorophyllienne.

### Réflectographie infrarouge
La réflectographie infrarouge est une méthode d'investigation basée sur la lumière infrarouge et permettant de visualiser des couches de carbone cachées par des pigments de peinture. Elle permet d'étudier les dessins préparatoires de peintures sur toiles et des repentirs cachés par la couche picturale superficielle.

## Utilisations

### Chauffage
Les lampes à émission infrarouge sont utilisées dans la vie quotidienne, notamment dans les plaques de cuisson en vitrocéramique. Les secteurs de l'automobile, l'agroalimentaire, les textiles, la plasturgie, le formatage des matières, les soins du corps, etc. utilisent des applications de chauffage par émission d'infrarouge.

### Décapeurs
Ce type de décapeur émet un rayonnement infrarouge au lieu d’air chaud. Ils offrent une fourchette de température plus restreinte qui limite leur utilisation, mais ils ont l’avantage de ne pas exposer l'utilisateur aux vapeurs toxiques émanant de la peinture ou du plomb produites par les températures élevées d'un décapeur thermique.

### Vision nocturne
Les équipements de vision de nuit utilisent les infrarouges lorsque la quantité de lumière visible est trop faible pour permettre de voir les objets. Le rayonnement est détecté, puis amplifié pour l'afficher sur un écran : les objets les plus chauds semblant être les plus lumineux. Dans certains cas un projecteur d'infrarouge associé au système de vision, permet de visualiser des objets sans chaleur intrinsèque, par réflexion, cette lumière étant émise hors du spectre visible, elle est donc invisible à l’œil nu (Depuis leur invention on emploie des spots LED).

### Veille et Imagerie infrarouge
En optronique militaire, la veille infrarouge (Infra-red search and track, IRST) consiste à équiper un navire ou un avion de détecteurs sensibles à la chaleur, pour repérer les menaces (missiles) ou localiser des cibles.
L’imagerie infrarouge frontale (forward looking infrared, FLIR) permet de visualiser l'environnement sans utiliser la lumière visible mais l'infrarouge et de « voir » même la nuit.

### Guidage de missiles
Les infrarouges sont utilisés dans le domaine militaire pour le guidage des missiles air-air ou sol-air : un détecteur infrarouge guide alors le missile vers la source de chaleur que constitue le (ou les) réacteur de l'avion cible. De tels missiles peuvent être évités par des manœuvres spéciales (alignement avec le Soleil) ou par l'utilisation de leurres thermiques.
Il existe également des brouilleurs pour contrer les détecteurs infrarouges des missiles, que l'on pose directement sur la carlingue. Ils servent à émettre une grande quantité de rayonnement infrarouge modulé de façon à diminuer les performances des missiles lancés sur leur cible.

### Détecteurs d'intrusion
Certains capteurs de proximité (associés aux systèmes de détection d'intrusion) appelés IRP (pour Infra Rouge Passif), utilisent le rayonnement en infrarouge émis par l'ensemble des objets du local surveillé (y compris les murs). La pénétration d'un individu provoque une modification du rayonnement. Lorsque cette modification est constatée sur plusieurs faisceaux (découpage du rayonnement total de la pièce par une lentille de Fresnel), un contact électrique envoie une information d'alarme à la centrale.

### Communication
Les systèmes de transmission à courte distance se basent souvent sur des rayonnements infrarouges modulés. Ils ont l'avantage de rester confinés dans les locaux d'emploi, et contrairement aux ondes radio, ils n'interfèrent pas avec les autres signaux électromagnétiques comme les signaux de télévision. Plusieurs protocoles, comme le RC5 de Philips, SIRCS pour Sony, sont largement utilisés pour les télécommandes. 
Des ordinateurs communiquent par infrarouges avec leurs périphériques. Les appareils sont généralement conformes aux standards IrDA. Ils sont très utilisés dans le domaine de la robotique. Certaines étiquettes numériques industrielles utilisent aussi une porteuse infrarouge pour transmettre des données cryptées entre le transmetteur et l'étiquette.
Des systèmes de diffusion sonore, soit pour l'audiovisuel domestique, soit pour la diffusion de l'interprétation de conférence, utilisent des infrarouges avec une fréquence porteuse modulée, soit en analogique, soit en numérique. Leur usage limite par principe la diffusion au local où se trouvent les radiateurs infrarouge, facilitant la confidentialité et évitant les interférences.

### Banque
Les illuminants infrarouges sont aussi utilisés pour le contrôle d'authenticité de billets de banque. Ils donnent à la compteuse de billets un indice supplémentaire pour la détection de faux billets.

### Laser infrarouge
Les lasers infrarouges peuvent être utilisés pour la gravure, la soudure ou la découpe de matériaux. 
On peut aussi les utiliser sous forme de télémètres laser statique pour mesurer une distance mais aussi dynamique, en rotations rapides sous forme de Lidars, afin de mesurer l'ensemble des distances autour de lui dans un plan, par exemple pour des véhicules autonomes. 
On les trouve aussi sous forme de diodes dans les anciens lecteurs et graveurs optiques de CD. Mais cette technologie limite grandement la capacité de stockage de donnée et est aujourd'hui délaissée au profit de diodes bleu-violet (lecteur et disque Blu-ray).